# Nia Peeples
Virenia Gwendolyn "Nia" Peeples, född 10 december 1961 i Hollywood, Los Angeles, Kalifornien, är en amerikansk skådespelare och sångerska.

## Filmografi (urval)
- Fame (1984-1987)
- North Shore (1987)
- I Don't Buy Kisses Anymore (1992)
- Return to Lonesome Dove (1993)
- Blues Brothers 2000 (1998)
- Walker, Texas Ranger (1999-2001)
- Half Past Dead (2002)
- Connors War (2006)
- The Young and the Restless (2007)

## Diskografi
Studioalbum
- 1988 – Nothin' But Trouble
- 1991 – Nia Peeples

Singlar
- 1988 – "Trouble"
- 1988 – "High Time"
- 1988 – "I Know How (To Make You Love Me)"
- 1991 – "Kissing the Wind"
- 1991 – "Street of Dreams"